# 1976 a jogalkotásban
1976-ban az alábbi jogszabályokat alkották meg:

## Magyarország

### Törvények(7)
- 1976. évi I. törvény 	 a honvédelemről
- 1976. évi II. törvény 	 az emberi környezet védelméről
- 1976. évi III. törvény 	 a Magyar Népköztársaság 1975. évi költségvetésének végrehajtásáról
- 1976. évi IV. törvény 	 az élelmiszerekről
- 1976. évi V. törvény 	 a közművelődésről
- 1976. évi VI. törvény 	 a tanácstagok választásáról
- 1976. évi VII. törvény 	 a Magyar Népköztársaság 1977. évi költségvetéséről

### Törvényerejű rendeletek (35)
- Forrás: Törvényerejű rendeletek teljes listája (1949 - 1989)

- 1976. évi 1. törvényerejű rendelet 	 a Magyar Népköztársaság és az Osztrák Köztársaság között a kettős adóztatás elkerülésére a hagyatéki és az öröklési adók területén Bécsben, 1975. február 25-én aláírt egyezmény kihirdetéséről
- 1976. évi 2. törvényerejű rendelet 	 a Magyar Népköztársaság és az Osztrák Köztársaság között a kettős adóztatás elkerülésére a jövedelem-, a hozadéki és a vagyonadó területén Bécsben, 1975. február 25-én aláírt egyezmény kihirdetéséről
- 1976. évi 3. törvényerejű rendelet 	 az állami kitüntetésekről
- 1976. évi 4. törvényerejű rendelet 	 a transzferábilis rubelben lebonyolódó sokoldalú elszámolások, valamint a Nemzetközi Gazdasági Együttműködési Bank megalapítása tárgyában Moszkvában, 1963. október 22-én aláírt Egyezmény és a Nemzetközi Gazdasági Együttműködési Bank Alapszabályának módosításáról szóló, Moszkvában, 1970. december 18-án aláírt Jegyzőkönyv kihirdetéséről
- 1976. évi 5. törvényerejű rendelet 	 a szállítótartályokra vonatkozó vámegyezmény kihirdetéséről
- 1976. évi 6. törvényerejű rendelet 	 a borok vizsgálati és minősítési módszereinek egységesítéséről Párizsban 1954. október 13-án aláírt nemzetközi egyezmény kihirdetéséről
- 1976. évi 7. törvényerejű rendelet 	 a házasságkötéshez szükséges kölcsönös beleegyezésről, legalsóbb korhatárról, valamint a házasságkötések anyakönyvezéséről szóló, New Yorkban, 1962. évi december hó 10. napján kelt nemzetközi egyezmény kihirdetéséről
- 1976. évi 8. törvényerejű rendelet 	 az Egyesült Nemzetek Közgyűlése XXI. ülésszakán, 1966. december 16-án elfogadott Polgári és Politikai Jogok Nemzetközi Egyezségokmánya kihirdetéséről
- 1976. évi 9. törvényerejű rendelet 	 az Egyesült Nemzetek Közgyűlése XXI. ülésszakán, 1966. december 16-án elfogadott Gazdasági, Szociális és Kulturális Jogok Nemzetközi Egyezségokmánya kihirdetéséről
- 1976. évi 10. törvényerejű rendelet 	 a tudományos felszerelések ideiglenes behozatalára vonatkozó, Brüsszelben 1968. szeptember 18-án kelt vámegyezmény kihirdetéséről
- 1976. évi 11. törvényerejű rendelet 	 az oktatási anyagok ideiglenes behozatalára vonatkozó, Brüsszelben, 1970. június 8-án kelt vámegyezmény kihirdetéséről
- 1976. évi 12. törvényerejű rendelet 	 a rákkeltő anyagok és hordozók által előidézett ártalmak elleni védekezésről és ezek ellenőrzéséről szóló, a Nemzetközi Munkaügyi Konferencia 1974. évi 59. ülésszakán, 1974. június 24-én elfogadott egyezmény kihirdetéséről
- 1976. évi 13. törvényerejű rendelet 	 a fizetett tanulmányi szabadságról szóló, a Nemzetközi Munkaügyi Konferencia 1974. évi 59. ülésszakán, 1974. június 24-én elfogadott egyezmény kihirdetéséről
- 1976. évi 14. törvényerejű rendelet 	 a javító-karbantartó szolgáltatások minőségének védelméről
- 1976. évi 15. törvényerejű rendelet 	 a könyvtárakról
- 1976. évi 16. törvényerejű rendelet 	 a Magyar Népköztársaság és az Osztrák Köztársaság között a gazdasági, tudományos, kulturális vagy sportcélú utazásokhoz illetékmentes vízum kiadása tárgyában Budapesten, 1975. február 25. napján kötött egyezmény kihirdetéséről
- 1976. évi 17. törvényerejű rendelet 	 a Magyar Népköztársaság és az Osztrák Köztársaság között Budapesten, 1975. évi február hó 25. napján aláírt a bűnügyi jogsegélyről szóló szerződés kihirdetéséről
- 1976. évi 18. törvényerejű rendelet 	 a Magyar Népköztársaság és az Osztrák Köztársaság között Budapesten, az 1975. évi február hó 25. napján aláírt, a kiadatásról szóló szerződés kihirdetéséről
- 1976. évi 19. törvényerejű rendelet 	 a Magyar Népköztársaság Kormánya és a Jugoszláv Szocialista Szövetségi Köztársaság Kormánya között a kishatárforgalom szabályozásáról kötött, Budapesten, az 1975. évi november hó 5-én aláírt egyezmény kihirdetéséről
- 1976. évi 20. törvényerejű rendelet 	 a hulladékkal és egyéb anyagokkal való tengerszennyezés megelőzéséről szóló egyezmény kihirdetéséről
- 1976. évi 21. törvényerejű rendelet 	 a Sárospataki Tanítóképző Főiskola elnevezéséről
- 1976. évi 22. törvényerejű rendelet 	 a Magyar Népköztársaság Kormánya és a Guineai Köztársaság Kormánya között a polgári légiközlekedés tárgyában Conakryban, az 1971. évi december hó 7. napján aláírt egyezmény kihirdetéséről
- 1976. évi 23. törvényerejű rendelet 	 a földrendezésekről
- 1976. évi 24. törvényerejű rendelet 	 a kisajátításról, egységes szerkezetben a végrehajtásáról szóló 33/1976. (IX. 5.) MT rendelettel
- 1976. évi 25. törvényerejű rendelet 	 a Magyar Népköztársaság Kormánya és a Jugoszláv Szocialista Szövetségi Köztársaság Kormánya között a szolgálati feladatok ellátására kiadásra kerülő magyar-jugoszláv határátlépési igazolványok egységesítése tárgyában Budapesten az 1975. évi november 27. napján aláírt egyezmény kihirdetéséről
- 1976. évi 26. törvényerejű rendelet 	 az ügyvédi hivatás gyakorlásáról és az ügyvédek szervezeteiről szóló 1958. évi 12. törvényerejű rendelet módosításáról
- 1976. évi 27. törvényerejű rendelet 	 az apartheid bűncselekmények leküzdéséről és megbüntetéséről szóló, New Yorkban, az Egyesült Nemzetek Szervezete Közgyűlésén, 1973. november 30-án elfogadott nemzetközi egyezmény kihirdetéséről
- 1976. évi 28. törvényerejű rendelet 	 a KGST Alapokmánya, valamint a KGST jogképességéről, kiváltságairól és mentességeiről szóló egyezmény módosításáról Szófiában, 1974. június 21-én aláírt jegyzőkönyv kihirdetéséről
- 1976. évi 29. törvényerejű rendelet 	 a Kölcsönös Gazdasági Segítség Tanácsa szabványainak alkalmazásáról szóló Egyezmény és a Kölcsönös Gazdasági Segítség Tanácsának szabványáról szóló Szabályzat kihirdetéséről
- 1976. évi 30. törvényerejű rendelet 	 a lakosság községfejlesztési hozzájárulás rendszeréről szóló 1967. évi 28. törvényerejű rendelet módosításáról
- 1976. évi 31. törvényerejű rendelet 	 a gyógyszeripari termékek előállítását érintő felügyelet kölcsönös elismerése tárgyában Genfben, 1970. évi október hó 9–11. napján kelt nemzetközi egyezmény kihirdetéséről
- 1976. évi 32. törvényerejű rendelet 	 a Magyar Népköztársaság Kormánya és a Jugoszláv Szocialista Szövetségi Köztársaság Kormánya között a határmenti árucsere- és szolgáltatás-forgalomról, valamint gazdasági együttműködésről szóló, Budapesten 1976. március 20-án aláírt Egyezmény kihirdetéséről
- 1976. évi 33. törvényerejű rendelet 	 a tartós földhasználatról
- 1976. évi 34. törvényerejű rendelet 	 a földtulajdon és a földhasználat továbbfejlesztéséről szóló 1967. évi IV. törvény módosításáról
- 1976. évi 35. törvényerejű rendelet 	 az ingatlan-nyilvántartásról szóló 1972. évi 31. törvényerejű rendelet módosításáról

### Kormányrendeletek
- 1/1976. (?. ?.) MT rendelet
- 2/1976. (?. ?.) MT rendelet
- 3/1976. (?. ?.) MT rendelet
- 4/1976. (III. 4.) MT rendelet 	 az igazságügyi szakértőkről
- 5/1976. (III. 30.) MT rendelet 	 a szabadalmi ügyvivőkről
- 6/1976. (III. 31.) MT rendelet 	 a honvédelemről szóló 1976. évi I. törvény végrehajtásáról
- 7/1976. (?. ?.) MT rendelet
- 8/1976. (IV. 27.) MT rendelet 	 a mérésügyről
- 9/1976. (IV. 30.) MT rendelet 	 a Magyar Népköztársaság Kormánya és a Dán Királyság Kormánya között a nemzetközi közúti fuvarozás tárgyában Koppenhágában, az 1975. évi április hó 11. napján aláírt egyezmény
- 10/1976. (V. 8.) MT rendelet 	 a tudományos fokozatot elért személyek és hozzátartozóik részére járó ellátások megállapításárólkihirdetéséről
- 11/1976. (V. 20.) MT rendelet 	 a Magyar Népköztársaság Kormánya és a Vietnami Demokratikus Köztársaság Kormánya között a postai és távközlési szolgálat tárgyában Budapesten, az 1975. évi december hó 2. napján aláírt egyezmény kihirdetéséről
- 12/1976. (?. ?.) MT rendelet
- 13/1976. (?. ?.) MT rendelet
- 14/1976. (V. 27.) MT rendelet 	 a 17/1975. (VI. 14.) MT rendelet egyes rendelkezéseinek módosításáról
- 15/1976. (VI. 1.) MT rendelet 	 a Magyar Népköztársaság Kormánya és a Jemeni Népi Demokratikus Köztársaság Kormánya között Budapesten, az 1975. évi május hó 3. napján aláírt légügyi egyezmény kihirdetéséről
- 16/1976. (VI. 4.) MT rendelet a javító-karbantartó szolgáltatások minőségvédelméről[halott link]
- 17/1976. (VI. 7.) MT rendelet 	 a könyvtárakról szóló 1976. évi 15. törvényerejű rendelet végrehajtásáról
- 18/1976. (VI. 10.) MT rendelet 	 a középiskolákban, szakközépiskolákban és felsőoktatási intézményekben befejezett tanulmányokról kiadott okiratok, valamint a tudományos fokozatok és címek odaítéléséről szóló okiratok egyenértékűségének kölcsönös elismerése tárgyában az 1972. évi június hó 7. napján Prágában aláírt egyezmény kihirdetéséről kibocsátott 1975. évi 15. törvényerejű rendelet végrehajtásáról
- 19/1976. (VI. 12.) MT rendelet 	 a szabványosításról
- 20/1976. (VI. 24.) MT rendelet 	 a Magyar Népköztársaság Kormánya és Portugália Kormánya között Lisszabonban, az 1975. évi május hó 22. napján aláírt légügyi egyezmény kihirdetéséről
- 21/1976. (VI. 29.) MT rendelet 	 a Kereskedelmi Vámtarifáról
- 22/1976. (?. ?.) MT rendelet
- 23/1976. (VII. 4.) MT rendelet 	 a nyugellátások és egyéb ellátások kiegészítéséről, valamint a családi pótlék emeléséről
- 24/1976. (?. ?.) MT rendelet
- 25/1976. (VII. 23.) MT rendelet 	 a lakásépítési hozzájárulásról és a lakás-használatbavételi díjról, továbbá a kedvezményekről szóló 2/1971. (II. 8.) Korm. rendelet módosításáról
- 26/1976. (VII. 23.) MT rendelet 	 a lakások elosztásáról és a lakásbérletről szóló 1/1971. (II. 8.) Korm. rendelet módosításáról
- 28/1976. (VIII. 3.) MT rendelet 	 az egyes szabálysértésekről szóló 17/1968. (IV. 14.) Korm. rendelet módosításáról és kiegészítéséről
- 29/1976. (VIII. 19.) MT rendelet 	 a Magyar Népköztársaságban és a Bolgár Népköztársaságban kiállított, iskolai végzettséget, valamint tudományos fokozatot és címet tanúsító okiratok egyenértékűségének kölcsönös elismeréséről szóló, Szófiában 1975. évi december hó 19. napján aláírt megállapodás kihirdetéséről
- 30/1976. (VIII. 19.) MT rendelet 	 a Magyar Népköztársaság Minisztertanácsa és az Egyiptomi Arab Köztársaság Kormánya közötti idegenforgalmi együttműködésről szóló, Kairóban 1975. május 1-jén aláírt egyezmény kihirdetéséről
- 31/1976. (VIII. 25.) MT rendelet 	 a Magyar Népköztársaság Kormánya és a Norvég Királyság Kormánya között a nemzetközi közúti fuvarozás tárgyában Oslóban, az 1975. évi október hó 6. napján aláírt egyezmény kihirdetéséről
- 32/1976. (VIII. 29.) MT rendelet 	 a Magyar Népköztársaság Kormánya és a Sierra Leone Köztársaság Kormánya között a területeik közötti és azon túlra irányuló légijáratok tárgyában Budapesten, az 1975. évi november hó 5. napján aláírt egyezmény kihirdetéséről
- 33/1976. (IX. 5.) MT rendelet 	 a kisajátításról szóló 1976. évi 24. törvényerejű rendelet végrehajtásáról
- 34/1976. (?. ?.) MT rendelet
- 35/1976. (?. ?.) MT rendelet
- 36/1976. (X. 17.) MT rendelet 	 a magánszemélyek földadójáról
- 37/1976. (X. 29.) MT rendelet 	 a gyógynövények és illóolajok vizsgálatáról, minősítéséről, forgalomba hozataláról és ellenőrzéséről
- 38/1976. (X. 29.) MT rendelet 	 a gyógyszerek térítési díjáról
- 39/1976. (X. 30.) MT rendelet 	 a fegyveres biztonsági őrségről
- 40/1976. (XI. 17.) MT rendelet 	 a gépjárművek kötelező felelősségbiztosításáról szóló 42/1970. (X. 27.) Korm. rendelet módosításáról
- 41/1976. (?. ?.) MT rendelet
- 42/1976. (XII. 18.) MT rendelet 	 a társadalombiztosításról szóló 1975. évi II. törvény végrehajtására kiadott 17/1975. (VI. 14.) MT rendelet módosításáról

### Miniszteri rendeletek
- 1/1976. (I. 8.) ÉVM rendelet az építésügyi ágazatba tartozó minőségellenőrző szervek dolgozói képesítési feltételeinek megállapításáról
- 1/1976. (I. 31.) MüM rendelet a másodállás, mellékfoglalkozás és munkavégzésre irányuló egyéb jogviszony keretében történő foglalkoztatásról [1]
- 1/1976. (II. 7.) NIM rendelet A bányaipari technikusok (aknászok) képzéséről
- 5/1976. (III. 16.) PM rendelet A polgári védelem pénzgazdálkodása rendjéről
- 6/1976. (III. 30) IM  rendelet a szabadalmi ügyvivői vizsgáról
- 16/1976. (IV. 27.) MÉM—KkM együttes rendelet A tenyészállatok behozatalához és kiviteléhez szükséges miniszteri hozzájárulásról
- 6/1976. (V. 27.) EüM rendelet a szabadságvesztésből szabadult személyek szociális támogatásáról
- 20/1976. (VIII. 12.) ÉVM rendelet a mester-szakmunkás továbbképzésről az építésügyi ágazatban
- 39/1976. (XI. 10.) PM—KkM  együttes rendelet a vámjog részletes szabályainak megállapításáról és a vámeljárás szabályozásáról
- 41/1976. (XI. 13.) PM—MüM rendelet  A társadalmi munkában végzett tevékenység elszámolásáról
- 16/1976. (XII. 24.) EüM rendelet a szociális étkeztetésről